# Ревенко, Александра Владимировна
Алекса́ндра Влади́мировна Реве́нко (род. 6 сентября 1991, Москва) — российская актриса театра и кино.

## Биография
С 15 лет непродолжительное время работала моделью. В 2008 году окончила московскую среднюю школу № 123.
В 2012 году окончила Школу-студию МХАТ («Седьмая студия» Кирилла Серебренникова), и с того же года до 2020 года — одна из ведущих актрис Гоголь-центра. В 2021 году начала сотрудничество с Театром на Малой Бронной.
В кино дебютировала в 2006 году в мелодраме Михаила Ведышева «Своя чужая сестра».
Заметные роли в телесериалах «Без свидетелей» (2012) и «Вы все меня бесите» (2016).
Затем последовали киноработы, принёсшие известность вне театральных кругов: подруга главного героя в экранизации пьесы «(М)ученик», поставленной Кириллом Серебренниковым, и баскетболистка Александра Свешникова в спортивной драме «Движение вверх» (2017).
В 2022 году стала победительницей 13 сезона шоу «Танцы со звёздами» на телеканале «Россия-1». Её напарником был Денис Тагинцев.

## Роли в театре
Театр на Малой Бронной
- 2021 — «Дядя Лёва» — Людочка

Гоголь-центр
- 2013 — «Метаморфозы»
- 2013 — «Сон в летнюю ночь» — Елена
- 2013 — «Гамлет» — Розенкранц
- 2013 — «Идиоты» — Катька
- 2013 — «(М)ученик» — Лидия Ткачёва (школьница)
- 2013 — «Митина любовь» — Катя
- 2015 — «Павлик — мой Бог» — Татьяна Жарова
- 2015 — «Хармс. Мыр» — Катенька/Жена Профессора/Сон
- 2015 — «Обыкновенная история» — Надя Любецкая
- 2016 — «Пастернак. Сестра моя — жизнь» — Осень
- 2017 — «Море деревьев» — Девочка
- 2018 — «Мизантроп» — Арсеноя

Центр драматургии и режиссуры имени А. Казанцева и М. Рощина
- 2011 — «Сказочная жизнь русских девушек» (режиссёр — Илья Шагалов) — Энни

Детский музыкальный театр юного актёра
- «Сон о дожде» (режиссёр — Александр Фёдоров)
- «Маугли» (режиссёр — Юрий Урнов) — Волчица

Школа-студия МХАТ
- «Преступление и наказание» (режиссёр — Теодоро Бончи Дель Бене) — Соня Мармеладова
- «Красная ветка», Школа-студия МХАТ, режиссёры — Женя Беркович, Илья Шагалов, Александр Созонов, Максим Мышанский)
- «Герой нашего времени» (режиссёр — Кирилл Серебренников) — Княжна Мери
- «Каин» (режиссёры — Константин Мишин, Кирилл Серебренников) — Ада

## Фильмография
- 2023 — Пищеблок (2 сезон) — Лидия Говша
- 2022 — Штурм[2] — Лена, жена математика
- 2022 — Голиаф — Таня
- 2022 — Икария[2] — Злата
- 2021 — Бесит[2]
- 2021 — Головокружение, Анна Сниткина, жена Фёдора Достоевского[2][3]
- 2021 — Выжившие: Блогггер[2]
- 2020 — Чего хочет Слава?[2]
- 2020 — Побочный эффект — ведьма
- 2020 — Серебряные коньки[2] — Марго
- 2020 — Мёртвые души[2] — Елизавета, жена Манилова
- 2020 — Алиса[2] — заложница
- 2019 — Котёл[2] — Диляра
- 2019—2023 — Содержанки — Катя Матвеева[2]
- 2018 — Икария[2]
- 2018 — Звоните ДиКаприо! — Полина, девушка Васи
- 2018 — Лето[2] — подруга Марьяны
- 2017 — Вы все меня бесите[2]
- 2017 — Как Витька Чеснок вёз Лёху Штыря в дом инвалидов[2] — консультант в банке
- 2017 — Движение вверх[2] — Александра Свешникова, баскетболистка
- 2016 — Свободная[2]
- 2016 — О футболе и про ангелов[2]
- 2016 — Ученик[2] — Лидия Ткачёва
- 2016 — Вы все меня бесите — Лариса
- 2015 — Паук[2] — модель
- 2012 — Без свидетелей[2] — Женя Ливанова, теннисистка
- 2012 — Zолушка — гримёрша
- 2006 — Своя чужая сестра[2] — Катя

## Личная жизнь и семья
Отец — Владимир Ревенко, психиатр, заслуженный врач Российской Федерации.
Мать — психолог, кандидат наук.
Брат (старший) — Михаил Клочков. Программный директор видеосервиса START, бывший главный редактор «КиноПоиска».
В 2015—2022 годах встречалась с лидером Tesla Boy Антоном Севидовым.